# 張迎
張迎（16世紀—17世紀），字禮卿、號心廉，福建泉州府惠安县人。张岳之孙。明朝政治人物。

## 生平
十月十八日生，治诗经。万历二十二年甲午科福建鄉試第十六名舉人，二十三年(1595年)，張迎联中乙未科會試第四十名，二甲三十六名进士。户部觀政，二十六年授南兵部主事，二十七年升武库司郎中，官至南京吏部文选司郎中，萬曆四十年三月请终养乞休。曾著有《张尔卿文集》8卷。

## 家族
曾祖张慎，知縣，累贈通議大夫都察院右副都御史，乡贤名宦。祖父张岳，资政大夫都察院右都御史贈太子少保謚襄惠，乡贤名宦特祠。父张寯，字仲士，號廉源，甲子順天舉人。母洪氏，御史洪庭桂之女，封孺人。慈侍下。兄张遴（舉人）。娶何氏，子张轼、张轍。